# Winian amonu sodu
Winian amonu sodu, NaNH
4C
4H
4O
6 – organiczny związek chemiczny z grupy winianów, sól podwójna amonowa i sodowa kwasu winowego. Występuje jako tetrahydrat, NaNH
4C
4H
4O
6·4H
2O
Jest to krystaliczne ciało stałe, dobrze rozpuszczalne w wodzie, mające tendencję do tworzenia roztworów przechłodzonych. Stosowany jest m.in. jako sekwestrant kationów miedziowych (Cu2+
). Winian amonu sodu był jednym ze związków, dzięki którym Ludwik Pasteur odkrył zjawisko chiralności.

## Otrzymywanie
Winian amonu sodu można otrzymać z wodorowinianu sodu i węglanu amonu w reakcji podwójnej wymiany bądź też przez współkrystalizację roztworów wodnych winianu amonu i winianu sodu.

## Zastosowanie
Dawniej był używany w fotografii, ale obecnie w tym zastosowaniu wyparty przez tańszy winian potasu sodu. Z uwagi na silne działanie chelatujące w stosunku do jonów miedzi Cu2+
 oraz cynku Zn2+
 stosowany jest w pracowniach konserwatorskich do czyszczenia przedmiotów wykonanych z metali szlachetnych, w szczególności srebra. Za pomocą winianu amonu sodu rozdziela się m.in. posklejane przez produkty korozji (grynszpan) skarby monet srebrnych bez uszkodzenia metalicznego podłoża.